# Peralveche
Peralveche ist ein Ort und eine Gemeinde (municipio) mit 73 Einwohnern (Stand: 2024) im Südwesten der Provinz Guadalajara in der Autonomen Gemeinschaft Kastilien-La Mancha. Zur Gemeinde gehört neben dem Hauptort Peralveche die Wüstung Villaescusa de Palositos.

## Lage und Klima
Peralveche liegt in einer Höhe von ca. 1110 m in der Kulturlandschaft der Alcarria. Die Entfernung zur westlich gelegenen Provinzhauptstadt Guadalajara beträgt ca. 65 Kilometer (Fahrtstrecke). Im Gemeindegebiet liegt der Flugplatz Campo de Aviación de Peralveche.
Das Klima ist gemäßigt bis warm; Regen fällt übers Jahr verteilt.

## Bevölkerungsentwicklung
| Jahr      | 1970 | 1981 | 1991 | 2001 | 2011 | 2021 |
| Einwohner | 175  | 57   | 70   | 142  | 103  | 40   |

## Sehenswürdigkeiten
- Kirche Mariä Himmelfahrt
- Ruine der Kirche Mariä Himmelfahrt in Villaescusa de Palositos

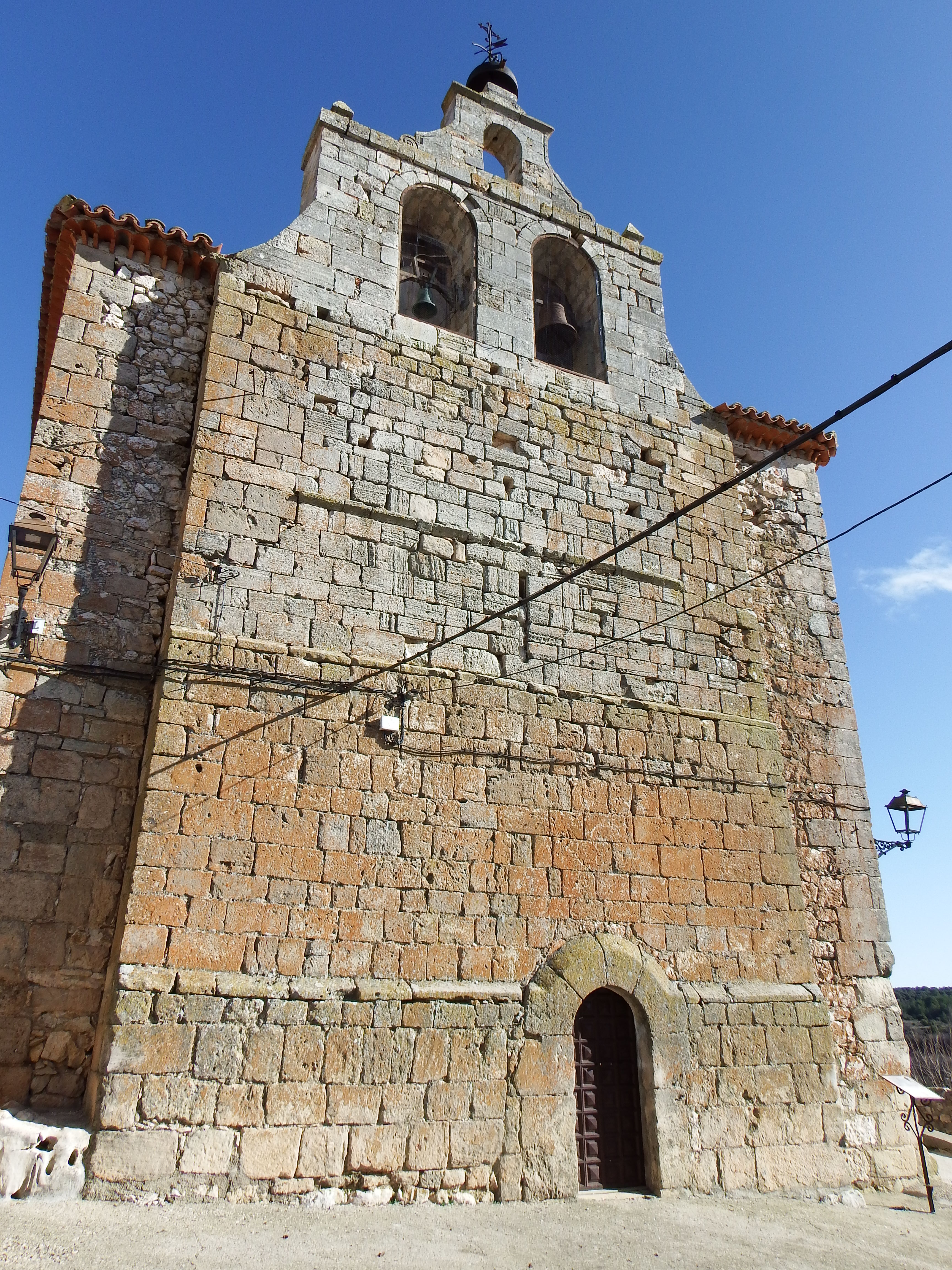
Kirche Mariä Himmelfahrt
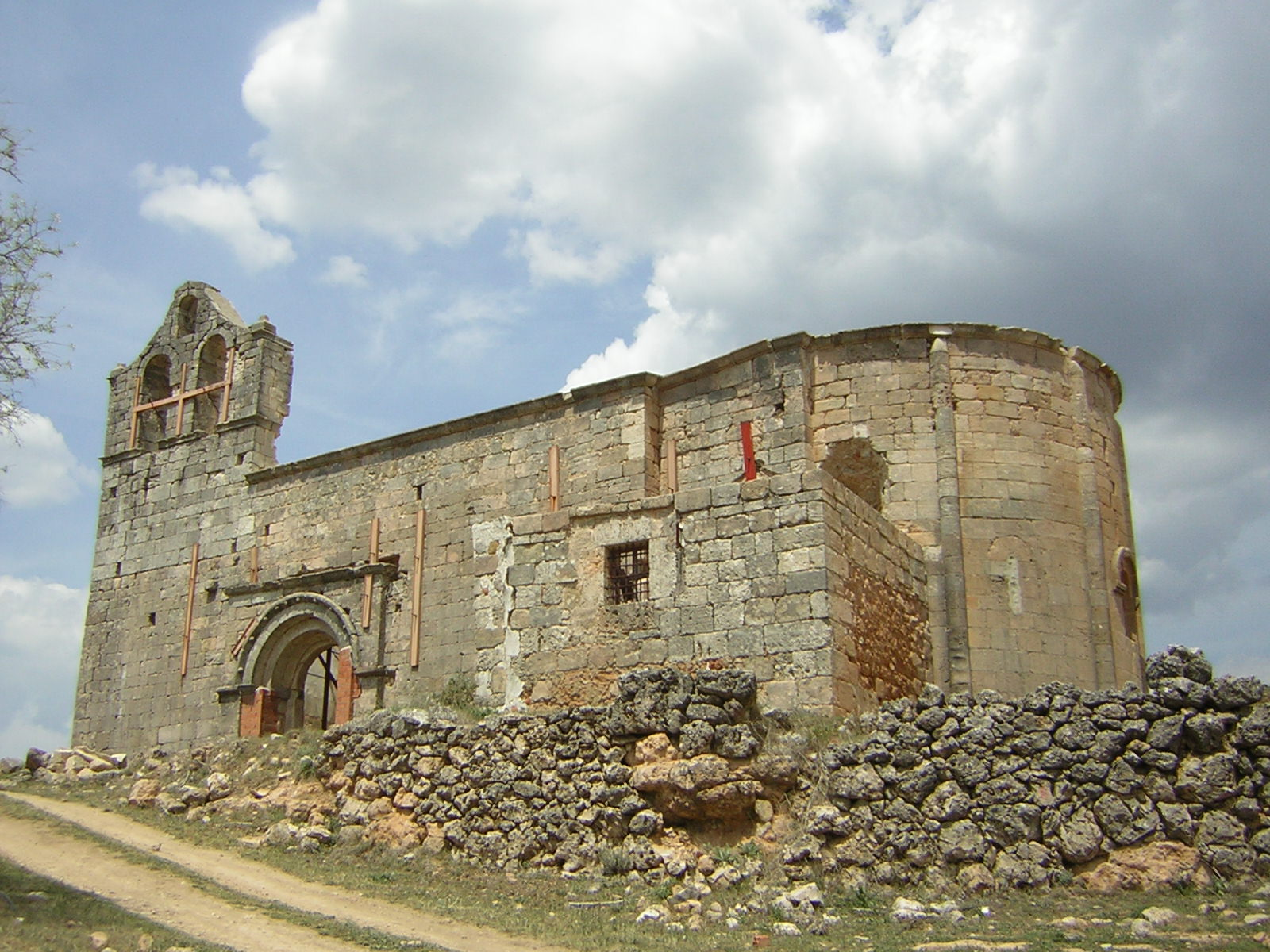
Kirchruine Mariä Himmelfahrt
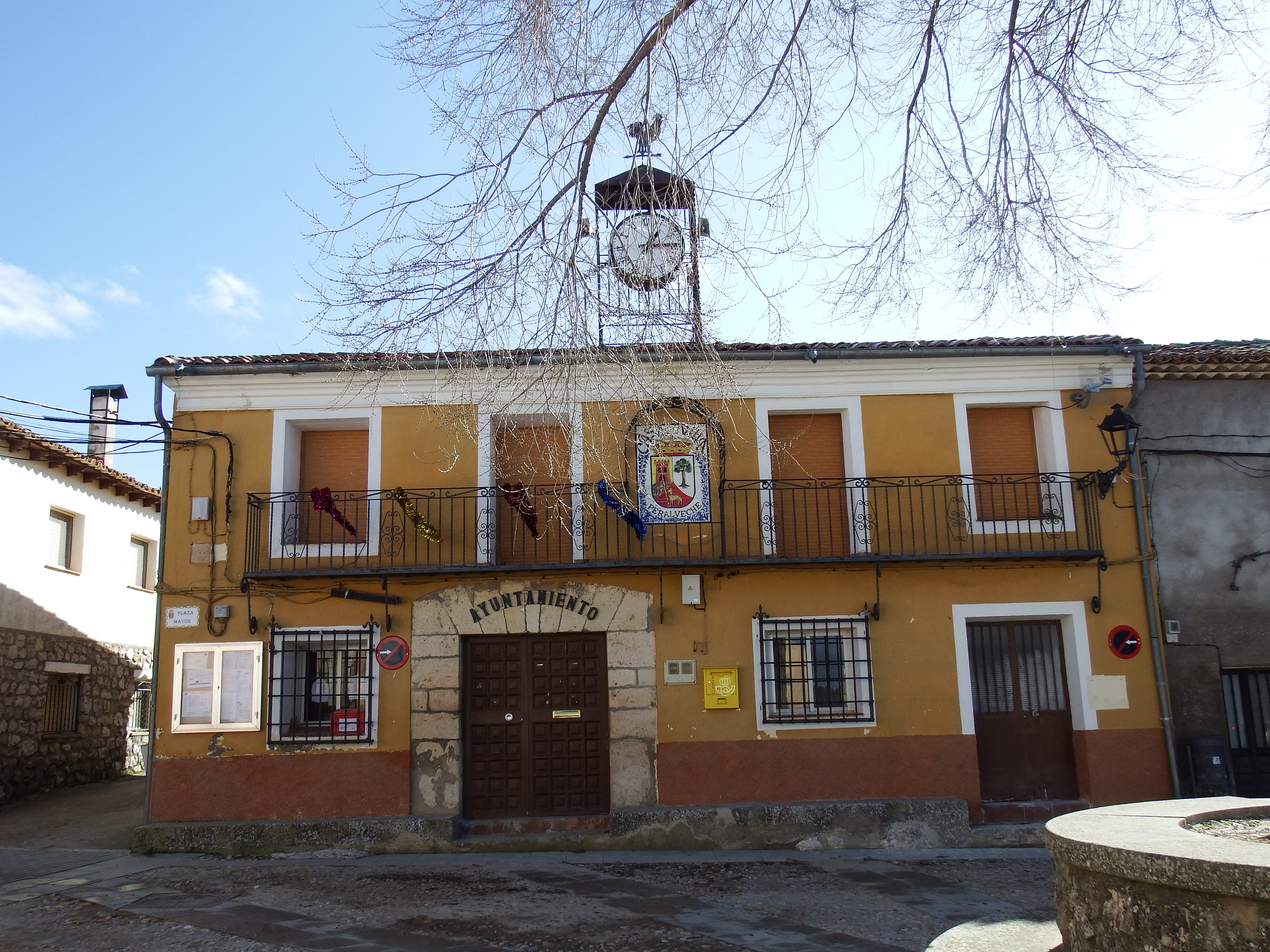
Rathaus